# Apold
Apold (in ungherese Apold, in tedesco Trappold) è un comune della Romania di 3086 abitanti, ubicato nel distretto di Mureș, nella regione storica della Transilvania. 
Il comune è formato dall'unione di 4 villaggi: Apold, Daia, Șaeș, Vulcan.

## Storia
Apold viene menzionato per la prima volta in un documento nel 1309 nel verbale di un grande processo per la decima ma potrebbe essere anche l'Oplid citato in certificato fiscale del re Bela del 1231. La comunità era una volta una delle più grandi città del distretto e nel XIV secolo c'erano 89 albergatori, quattro pastori, due fattorie del deserto e una scuola. La popolazione era interamente sassone: un rumeno è nominato nel 1703 insieme a diversi cittadini come finanziere della comunità. Nel 1830 l'imperatore concesse al villaggio il diritto di tenere i mercati due volte all'anno, il 19 marzo e il 15 dicembre.
Il grande poeta popolare Michael Albert (1836-1893) nacque a Apold.
Vi è morto Josef Haltrich sepolto nel cimitero evangelico sassone di Saeș, dopo essere stato sacerdote nella chiesa evangelica locale tra il 1872 e il 1886.

## Monumenti e luoghi d'interesse

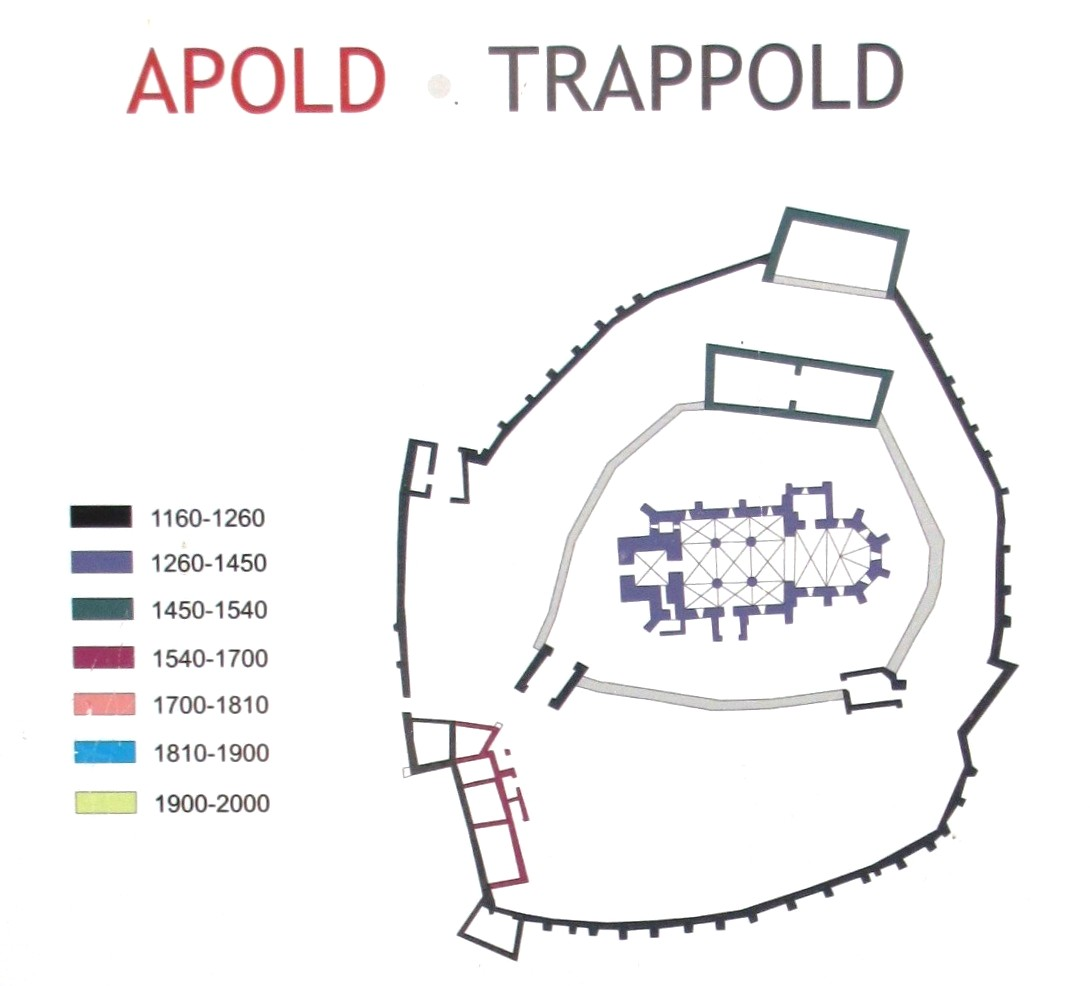
Planimetria della chiesa fortificata di Apold

### Chiesa fortificata di Apold
La chiesa di Apold, che si erge su un ripido cono di montagna e, con le sue mura circolari e le torri, è una delle fortificazioni più pittoresche della Transilvania, Fu edificata attorno al XIII secolo. Nel XV secolo furono aggiunte le navate e costruite le volte gotiche sul coro e sulla navata, introducendo dei pilastri ottagonali. Rimane la cerchia muraria esterna risalente al XV-XVI secolo con feritoie e caditoie, contrafforti e tre torri di difesa, le mura interne furono invece abbattute nel XIX secolo. A nord del complesso rimane un magazzino, mentre la torre a sud-est è detta la Torre Bianca. All'interno della chiesa sono conservati antichi dipinti (in restauro nel 2014), pulpito e gallerie lignee del 1760, un tabernacolo gotico e l'altare con l'organo in stile neoclassico del 1821. La chiesa ortodossa risale al XVII secolo e vi si accede salendo una spettacolare scalinata di 69 gradini ricoperta da un tetto in legno e tegole.

### Daia
Il villaggio, facente parte del comune, si trova ad est di Apold sulle rive del Schaaser Bach. affluente della Târnava Mare.
Ricordato in documento del 1280, conserva la Chiesa di Santa Maria, costruita come chiesa a sala all'inizio del XV secolo e trasformata, dopo circa un secolo, in una chiesa fortificata circondata da un muro difensivo con cinque torri. Il possente campanile è alto 63 metri e fu costruito dal maestro Josef Karl Melischek. Sulla torre sono installate le campane ed un orologio installato dai sassoni della Transilvania nel 1904.

### Șaeș
Il nome ungherese del villaggio, Segesd, deriva dalla parola "seg", che può essere tradotto come "dietro la collina". Dopo il crollo della chiesa romanica nel 1802, le rovine furono completamente rimosse e al loro posto fu costruita una chiesa a sala in stile neoclassico, con uno stretto coro e un campanile a occidente. La nuova costruzione fu completata nel 1820 e presenta un bel portone d'ingresso, in stile impero. Della fortificazione sono ancora conservati i resti del muro di cinta, una piccola torre di difesa e una casa fortificata probabilmente un magazzino. La vecchia chiesa ortodossa era di legno e nel 1816 fu rifatta in muratura.

### Vulcan
Piccolo villaggio a nord-est del capoluogo, ha una a Chiesa fortificata costruita all'inizio del XIV secolo e fortificata fra il 1500 e 1520. Nella primavera del 2002 il soffitto a cassettoni della chiesa fu smantellato e trasferito a Sibiu a causa del degrado della costruzione.